# Бир (Мерт и Мозел)
Бир (фр. Bures) насеље је и општина у североисточној Француској у региону Лорена, у департману Мерт и Мозел која припада префектури Линевил.
По подацима из 2011. године у општини је живело 69 становника, а густина насељености је износила 12,02 становника/km². Општина се простире на површини од 5,74 km². Налази се на средњој надморској висини од 245 метара (максималној 315 m, а минималној 227 m).

## Демографија
| 1962. | 1968. | 1975. | 1982. | 1990. | 1999. | 2011. |
| ----- | ----- | ----- | ----- | ----- | ----- | ----- |
| 54    | 55    | 61    | 55    | 45    | 51    | 69    |

График промене броја становника у току последњих година